# Trichoglottis
Trichoglottis (abreviado Trgl) es un género de orquídeas. Comprende 108 especies descritas y de estas, solo 65 aceptadas. Es originaria del este de Asia, Malasia, Australia, Filipinas y Polinesia.

## Descripción
Tiene 65 especies en su mayoría epífitas repartidas a lo largo de Asia oriental y hacia fuera a través de todas las islas del Pacífico, con la mayor concentración en las Filipinas. Necesitan sombra moderada con agua abundante, abono y buena cantidad de humedad durante todo el año. Los sépalos y pétalos son generalmente de color rojo amarillento con marcas de color marrón, las alas laterales se unen en la base para formar el pie de la corta columna. El labio con 3 lóbulos está fijado a la columna o pie de la columna. Los lóbulos laterales se fusionan a los lados basales de la columna, el lóbulo medio es simple trilobulado. Tiene 4 polinias.

## Taxonomía
El género fue descrito por Carl Ludwig Blume y publicado en Bijdragen tot de flora van Nederlandsch Indië 8: 359. 1825.
Etimología
Trichoglottis, (abreviado Trgl.): nombre genérico que deriva de las palabras griegas: θρίξ = "pelos" y γλῶττα = "lengua".

## Especies
- Lista de especies de Trichoglottis